# Klementyna Mańkowska
Klementyna Maria Mańkowska z domu Czarkowska-Golejewska herbu Abdank (ur. 1 sierpnia 1910 w  Wysuczce, zm. 4 stycznia 2003 na zamku Sermoise w Nevers) – polska arystokratka, działaczka ruchu oporu podczas II wojny światowej.

## Życiorys
Wnuczka Tadeusza Czarkowskiego-Golejewskiego i Marii z Zaleskich. Jej rodzicami byli: Cyryl Czarkowski-Golejewski (1885-1940), drugi ordynat na Wysuczce, ofiara zbrodni katyńskiej w 1940, zamordowany z Ukraińskiej Listy Katyńskiej) i Izabella Jaxa Małachowska (1885-1958). Była żoną hrabiego Andrzeja Mańkowskiego (ur. 25 kwietnia 1910, zm. 2 października 2001), herbu Zaremba, właściciela dóbr Winna Góra pod Poznaniem.
W czasie II wojny światowej pracowała dla działającej w kraju organizacji wywiadowczej „Muszkieterzy”. Zdobywała informacje wojskowe, wzory dokumentów, przewoziła raporty wywiadowcze do Francji i Wielkiej Brytanii. Za zasługi władze francuskiej wyspy Noirmoutier przyznały jej po wojnie duży majątek ziemski. Przez Rząd Rzeczypospolitej Polskiej na uchodźstwie została odznaczona w 1953, na mocy decyzji z 1949, Srebrnym Krzyżem Zasługi z Mieczami. W maju 1996 prezydent Francji Jacques Chirac uhonorował ją Kawalerią Narodowego Orderu Zasługi, zaś we wrześniu 1997 władze Republiki Federalnej Niemiec przyznały jej Federalny Krzyż Zasługi Pierwszej Klasy za zasługi dla RFN i wkład w polsko-niemieckie pojednanie.
Była uzdolnioną i skuteczną agentką polskiej organizacji konspiracyjno-wywiadowczej „Muszkieterzy”, ale równocześnie zaprzyjaźnioną z wieloma wysokimi oficerami Wehrmachtu. Była formalną agentką Abwehry, ale z polecenia swej organizacji i za wiedzą wywiadu brytyjskiego, dla którego jej informacje miały największe znaczenie.
Klementyna Mańkowska w wieku ponad 80 lat napisała swoje wspomnienia z czasów wojny, pt. Moja misja wojenna. W 2003 książka ukazała się także w Polsce.
Dzieci Klementyny Mańkowskiej:
- Krzysztof Mańkowski (ur. 24 października 1933 w Poznaniu, zm. 19 stycznia 2023 w Poznaniu)
- Andrzej Mańkowski (ur. 26 czerwca 1936 w Poznaniu, zm. 19 kwietnia 1972 w Brukseli)
- Maria Izabella Mańkowska (ur. 30 czerwca 1944 w Edynburgu)